# A Boogie Wit Da Hoodie
Artist Julius Dubose (Estados Unidos, 6 de dezembro de 1995), mais conhecido como A Boogie Wit Da Hoodie, é um rapper, cantor e compositor norte-americano.